# Ottone I di Gheldria
Ottone di Gheldria in francese: Otton Ier de Gueldre (metà secolo XII – 1207) fu conte di Gheldria e conte di Zutphen, dal 1182 fino alla sua morte.

## Origine
Secondo il Kronijk van Arent toe Bocop, Ottone era il figlio maschio secondogenito del conte di Gheldria e conte di Zutphen, Enrico I (Gherrit und dye ander Otte) e di Agnese d'Arnstein, come conferma anche la Vita Lodewici comitis de Arnstein, riportando che una sorella del conte d'Arnstein, si sposò nella Contea di Zutphen (in Sutpheniensem transiit comitiam), senza precisare il nome, riportando che era la settima sorella del conte Ludovico, quindi una discendente degli Arnstein.
Secondo il Kronijk van Arent toe Bocop Enrico I di Gheldria era il figlio maschio del conte di Gheldria, Gerardo II e della contessa di Zutphen, Ermengarda, come viene confermato dalla Historia sive notitia episcopatus Daventriensis.

## Biografia
Suo padre, Enrico I, compare un'ultima volta come testimone nel documento n° 463 del Urkundenbuch für die Geschichte des Niederrheins, Band I, di incerta datazione compreso tra il 1167 e il 1177, assieme al figlio primogenito, Gerardo (Henricus comes de Gelre et filius eius Gerardus), inerente ad una garanzia fatta dall'arcivescovo di Colonia Philipp von Heinsberg al monastero di Bedburg; Enrico I morì nel 1182 e fu sepolto nell'abbazia di Kamp.
Dato che il figlio primogenito, Gerardo era morto, all'inizio di quello stesso anno, senza discendenza, gli succedette Ottone come Ottone I, come viene confermato dal Gisleberti Chronicon Hanoniense, che lo cita conte di Gheldria (Ottonis comitis de Gelhra), nel 1185.
Suo fratello, Gerardo, come riportano sia gli Annales Egmundani, che la Flandria Generosa (Continuatio Bruxellensis) ed il Gisleberti Chronicon Hanoniense aveva da poco sposato (1181) la contessa di Boulogne, Ida di Lorena.
Gli Annales Egmundani riportano altresì che, Gerardo morì in quello stesso anno.
Anche il documento n° 513 del Urkundenbuch für die Geschichte des Niederrheins, Band I, datato 1188, cita Ottone come conte di Gheldria, assieme alla moglie, Riccarda (Otto dei gratia comes Gelrensis una cum uxore nostra Richarda).
Secondo la Chronologia Johannes de Bek, Ottone, nel 1189, aveva preso parte alla terza crociata ed in Terra santa era stato compagno d'arme di Guglielmo, futuro Conte d'Olanda.
Secondo il documento n° 404 del Ooorkondenboek der graafschappens Gelre en Zutfen, nel 1203, Ottone (Otto, Dei gratia Gelre comes) fece una donazione alla chiesa della beata Maria di Bedebur col consenso della moglie, Riccarda e dei figli Gerardo, Ottone e Luigi (Richardis uxoris mee et heredum meorum scilicet Gerardi, Ottonis sive Lodevici).
Non si conosce l'anno esatto della morte di Ottone I; avvenne tra il 1203 e il 1207, poiché in quest'ultimo anno, nel documento n° 421 del Ooorkondenboek der graafschappens Gelre en Zutfen, viene citato come conte di Gheldria, il figlio, Gerardo (Gerhardus comes Gelrie et Zutphanie).

## Matrimonio e discendenza
Ottone, quinto conte di Gheldria (Otto dye twede van den naem, 5° grave van Gelre), secondo il Kronijk van Arent toe Bocop, nel 1180, aveva sposato Riccarda, figlia del conte di Jülich (graven docter van Gullick toe wiue, Richgerda), Ottone I di Baviera (Otto dictus de Schiren), come viene confermato dalla Genealogia Ottonis II Ducis Bavariæ et Agnetis Ducissæ, che divenne duca di Baviera e generò cinque figlie, di cui una sposò Ottone I di Gheldria (Otto comes de Gelre) e di Agnese di Looz.
Ottone da Riccarda ebbe otto figli:
- Enrico (†  1197), fidanzata con Aleide, figlia del Conte d'Olanda, Teodorico VII, come conferma il capitolo n° 59a della Chronologia Johannes de Beke[19], come confermano anche gli Annales Egmundani, che inoltre dicono che, non molto tempo dopo il giovane Enrico morì[20], ma anche Aleide morì poco dopo il fidanzamento come conferma il capitolo n° 61 della Chronologia Johannes de Beke[21] († 1203);
- Gerardo (1185 † 1229), comte de Gueldre et de Zutphen[13];
- Ottone (1194 † 1215), citato in due documenti del Ooorkondenboek der graafschappens Gelre en Zutfen, il n° 404[13] ed il n° 421[14], fu Vescovo di Utrecht (1213-1215)[22];
- Luigi († 1217), citato in due documenti del Ooorkondenboek der graafschappens Gelre en Zutfen, il n° 404[13] ed il n° 421[14];
- Adelaide (1187 † 1218), che sposò Guglielmo I († 1222), Conte d'Olanda[23];
- Ermengarda († dopo il 1230), sposata con Adolfo I († 1249), conte di Marck;
- Margherita († dopo il 1264), sposata con Lotario II d'Are e di Hochstaden († 1237/1244);
- Matilde († dopo il 1247), sposata con Enrico II di Nassau.

## Ascendenza
|                               |                              |                                | Genitori                     |  |  | Nonni |  |  | Bisnonni              |  |  | Trisnonni             |  |
|                               |                              |                                |                              |  |  |       |  |  | Gerardo I di Gheldria |  |  | Teodorico ''flamens'' |  |
|                               |                              |                                |                              |  |  |       |  |  | Gerardo I di Gheldria |  |  | Teodorico ''flamens'' |  |
|                               |                              | …                              |                              |  |  |       |  |  | Gerardo I di Gheldria |  |  |                       |  |
| Gerardo II di Gheldria        |                              |                                |                              |  |  |       |  |  | Gerardo I di Gheldria |  |  |                       |  |
|                               |                              | Clemenza d'Aquitania           | Guglielmo VII di Aquitania   |  |  |       |  |  |                       |  |  |                       |  |
|                               |                              | Clemenza d'Aquitania           | Guglielmo VII di Aquitania   |  |  |       |  |  |                       |  |  |                       |  |
|                               |                              | Clemenza d'Aquitania           | Ermesinda di Lotaringia      |  |  |       |  |  |                       |  |  |                       |  |
| Enrico I di Gheldria          |                              | Clemenza d'Aquitania           |                              |  |  |       |  |  |                       |  |  |                       |  |
|                               |                              | Ottone II, conte di Zutphen    | Gottschalk, conte di Twente  |  |  |       |  |  |                       |  |  |                       |  |
|                               |                              | Ottone II, conte di Zutphen    | Gottschalk, conte di Twente  |  |  |       |  |  |                       |  |  |                       |  |
|                               |                              | Ottone II, conte di Zutphen    | Adelaide di Zutphen          |  |  |       |  |  |                       |  |  |                       |  |
| Ermengarda di Zutphen         |                              | Ottone II, conte di Zutphen    |                              |  |  |       |  |  |                       |  |  |                       |  |
|                               |                              | Giuditta d'Arnstein            | Ludovico I, conte d'Arnstein |  |  |       |  |  |                       |  |  |                       |  |
|                               |                              | Giuditta d'Arnstein            | Ludovico I, conte d'Arnstein |  |  |       |  |  |                       |  |  |                       |  |
|                               |                              | Giuditta d'Arnstein            | Uta di Zutphen               |  |  |       |  |  |                       |  |  |                       |  |
| Ottone I di Gheldria          |                              | Giuditta d'Arnstein            |                              |  |  |       |  |  |                       |  |  |                       |  |
|                               | Ludovico I, conte d'Arnstein | Arnoldo, conte di Marienfels   |                              |  |  |       |  |  |                       |  |  |                       |  |
|                               | Ludovico I, conte d'Arnstein | Arnoldo, conte di Marienfels   |                              |  |  |       |  |  |                       |  |  |                       |  |
|                               | Ludovico I, conte d'Arnstein | …                              |                              |  |  |       |  |  |                       |  |  |                       |  |
| Ludovico II, conte d'Arnstein | Ludovico I, conte d'Arnstein |                                |                              |  |  |       |  |  |                       |  |  |                       |  |
|                               |                              | Uta di Zutphen                 | Gottschalk, conte di Twente  |  |  |       |  |  |                       |  |  |                       |  |
|                               |                              | Uta di Zutphen                 | Gottschalk, conte di Twente  |  |  |       |  |  |                       |  |  |                       |  |
|                               |                              | Uta di Zutphen                 | Adelaide di Zutphen          |  |  |       |  |  |                       |  |  |                       |  |
| Agnese d'Arnstein             |                              | Uta di Zutphen                 |                              |  |  |       |  |  |                       |  |  |                       |  |
|                               |                              | Arnoldo I, conte d'Odenkirchen | …                            |  |  |       |  |  |                       |  |  |                       |  |
|                               |                              | Arnoldo I, conte d'Odenkirchen | …                            |  |  |       |  |  |                       |  |  |                       |  |
|                               |                              | Arnoldo I, conte d'Odenkirchen | …                            |  |  |       |  |  |                       |  |  |                       |  |
| Udelilde d'Odenkirchen        |                              | Arnoldo I, conte d'Odenkirchen |                              |  |  |       |  |  |                       |  |  |                       |  |
|                               |                              | …                              | …                            |  |  |       |  |  |                       |  |  |                       |  |
|                               |                              | …                              | …                            |  |  |       |  |  |                       |  |  |                       |  |
|                               |                              | …                              | …                            |  |  |       |  |  |                       |  |  |                       |  |
|                               |                              | …                              |                              |  |  |       |  |  |                       |  |  |                       |  |

### Fonti primarie
- (LA)  Monumenta Germaniae Historica, tomus XVII.
- (LA)  Fontes rerum Germanicarum III.
- (LA)  Monumenta Germaniae Historica, Scriptores, tomus IX.
- (LA)  Monumenta Germaniae Historica, tomus XVI.
- (LA)  Monumenta Germaniae Historica, Scriptores, tomus XXI.
- (LA)  #ES Historia sive notitia Episcopatus Daventriensis.
- (LA)  Urkundenbuch für die Geschichte des Niederrheins, Band I.
- (NL)  Kronijk van Arent toe Bocop.
- (LA)  Chronologia Johannes de Bek.
- (LA)  Oorkondenboek der Graafschappen Gelre en Zutfen tot op den Slag van Woeringen, 5. Juni 1288.